# Lochholz (München)

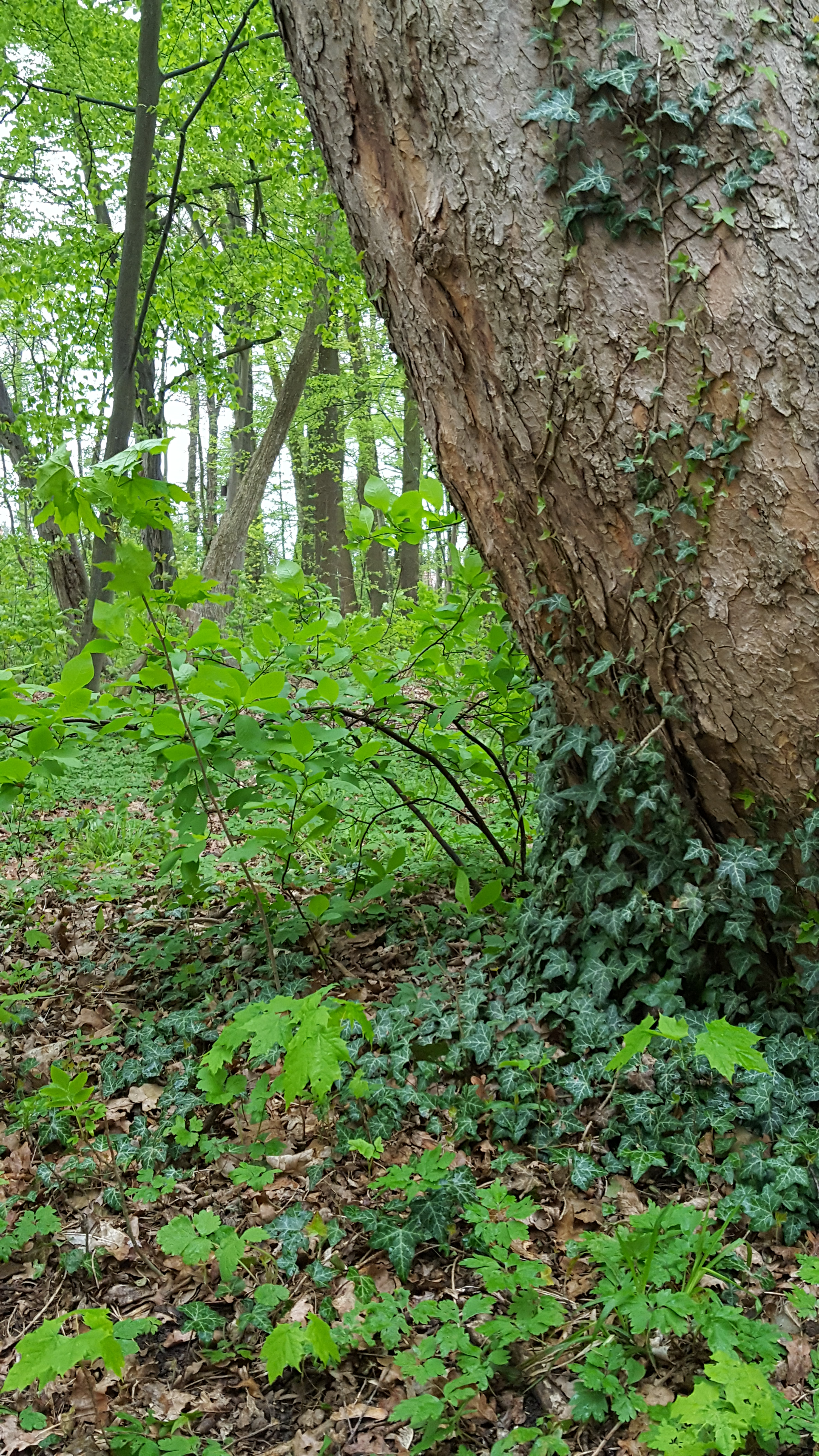
Landschaftsschutzgebiet Lochholz; Detailaufnahme eines Baumstammes mit Efeubewuchs im Waldgebiet

Das Lochholz ist ein Landschaftsschutzgebiet in München. Das Gebiet im Stadtteil Allach-Untermenzing umfasst 7,13 Hektar und wurde 1964 zum Landschaftsschutzgebiet erklärt. Der Eichen-Hainbuchenwald ist ein Überrest des einstigen Lohwaldgürtels im Münchner Norden. Das Lochholz ist Teil des Münchners KulturGeschichtsPfad Allach-Untermenzing.

## Geschichte
Das Lochholz war als Gemeindewald im Besitz der Gemeinde Allach. Wie alle Eichen-Hainbuchenwälder war auch das Lochholz früher von wirtschaftlicher Bedeutung. Eichenrinde, die sogenannte Lohe, wurde zum Gerben von Fellen verwendet, woher sich auch der Name Lo(c)hholz ableitet. Holz wurde zum Bauen und als Brennholz verwendet, Laub als Streu für den Viehstall. Im Zuge der Reformen der Landwirtschaft im 18. Jahrhundert wurde der Gemeindewald aufgeteilt. Die Bewohner Allachs konnten nun Grund im Lochholz erwerben; auch heute noch ist ein Teil des Lochholz im Privatbesitz. Der gemeindeeigene Anteil von 6,67 Tagwerk, nach anderer Quelle 6,02 Tagwerk, ging 1938 bei der Eingemeindung Allachs in den Besitz der Stadt München über. Ab Mitte der 1930er Jahre näherte sich die Allacher Besiedlung dem Lochholz und es wurde teilweise bebaut. Im Zweiten Weltkrieg wurden im Wald Bunker und Baracken errichtet. In den Baracken wohnten nach dem Krieg Vertriebene. Die Baracken wurden abgerissen und die Bunker verfüllt, sind jedoch als Hügel noch erkennbar. 1964 wurde das Areal zum Landschaftsschutzgebiet erklärt. Im Sinne der ökologischen Waldwirtschaft wird auf forstwirtschaftliche Eingriffe verzichtet.

## Schutzwürdigkeit
Das Lochholz ist besonders schutzwürdig als:
- Rückzugsfläche für zahlreiche Vögel und seltene Pflanzen
- Erholungsgebiet und Erlebniswelt vor allem für Kinder, auch der umliegenden Kindergärten
- Verbindungselement zwischen Allacher Forst und Aubinger Lohe
- Grundwasserspeicher und Luftfilter für die Umgebung
- Zeugnis der Stadtteilgeschichte